# The Chantels
The Chantels furono un girl group statunitense, di genere doo-wop e rhythm and blues.  Fondato nella seconda metà degli anni cinquanta fra le studentesse della St. Anthony of Padua school del Bronx (New York City), ha preso ispirazione per il nome da quello di una scuola rivale, la St. Frances de Chantal. Sono uno dei girl group più longevi dell'era doo-wop degli anni cinquanta.
Sono state inserite nel 2002 nella Vocal Group Hall of Fame. Nel 2001, erano state in ballottaggio per l'inserimento della  Rock and Roll Hall of Fame, pur senza raggiungere i voti necessari.

## Storia
Il gruppo vocale fu scoperto da Richard Barrett, voce guida dei The Valentines e scritturato dalla End Records. Il loro primo singolo fu He's Gone, che si classificò al 71.mo posto nella classifica dei brani pop nell'agosto 1957. Nel gennaio successivo venne distribuito il secondo singolo Maybe (15.mo nella classifica Billboard Hot 100; n. 2 in quella dei brani R & B). Numerosi altri singoli sono stati poi pubblicati dalla stessa etichetta discografica senza però raggiungere la notorietà di Maybe.
Il gruppo cambiò formazione dopo soli due anni di attività, nel 1959, quando Arlene Smith decise di intraprendere una carriera solista. Anche Lois Harris lasciò per proseguire gli studi al college. Nel 1960, Annette Smith (nessuna parentela con l'altra Smith) rimpiazzò Arlene Smith e il gruppo passò all Carlton Records. Qui, le Chantels poterono incidere il loro secondo successo, Look in My Eyes (n. 14 pop, n. 6 r&b). Il gruppo storico fermò lì la sua corsa, mentre altri singoli furono incisi in seguito per altre etichette da ulteriori formazioni che si sono esibite con il nome di Chantels per tutti gli anni sessanta fino all'ultimo disco registrato nel 1970.
Arlene Smith e le restanti componenti della formazione originale delle Chantels, con Noemi (Ami) Ortiz come voce guida, si sono riunite per uno speciale televisivo della Public Broadcasting Service intitolato Doo Wop 50, dedicando il brano maggiormente conosciuto - Maybe - alla memoria di Jackie Landry, morta nel 1997.

## Formazione
Componenti iniziali delle Chantels erano
- Arlene Smith (voce guida, nata il 5 ottobre 1941, dal 1957 al 1959; dal 1973 al 1980)
- Sonia Goring (nata nel 1941, dal 1957 al 1970; nel 1996)
- Rene Minus (n. 1943, dal 1957 al 1970)
- Jackie Landry Jackson (n. 1941 - 23 dicembre 1997, è stata in diverse formazioni delle Chantels: dal 1957 al 1961; dal 1962 al 1970; dal 1996 al 1997)
- Lois Harris (nata nel 1940)

Ulteriori componenti
- Annette Smith (1960 e 1961)
- Yvonne Fair (1961, 1965-1970)
- Sandra Dawn (1962-1963)
- Noemi "Ami" Ortiz (1996)

## Discografia

### Album in studio
- 1959: The Chantels EP
- 1961: The Chantels On Tour

### Singoli
- 1957: "He's Gone" (numero 71 US)
- 1958: "Maybe" (numero 15 US, numero 2(1) R&B)
- 1958: "Every Night (I Pray)" (numero 39 US, numero 6 R&B)
- 1958: "The Plea" (numero 22 R&B)
- 1958: "I Love You So" (numero 42 US, numero 14 R&B)
- 1959: "Never Let Go" (numero 28 R&B)
- 1959: "Summer's Love" (numero 93 US, numero 29 R&B)
- 1961: "Look in My Eyes" (numero 14 US, numero 6 R&B)
- 1961: "Well, I Told You" (numero 29 US, numero 6 R&B)
- 1961: "Eternally" (numero 77 US)